# Haine
La Haine /ɛn/ (Haine è il nome francese; in nederlandese Hene /ˈheːnə/, in tedesco Henne /ˈhɛnə/) è un fiume che scorre in Belgio, ove ha la sorgente, ed in Francia, dove ha la sua foce. Esso dà il nome alla storica provincia dell'Hainaut. Dà inoltre il suo nome alle località di:
- Bois-d'Haine, frazione del comune belga di Manage
- Haine-Saint-Pierre, frazione del comune belga di La Louvière
- Haine-Saint-Paul, frazione del comune belga di La Louvière
- Ville-sur-Haine, frazione del comune belga di Le Rœulx

Il rettile marino Hainosaurus, inoltre, deve il suo nome alla Haine; venne denominato così in quanto i suoi resti fossili furono ritrovati nei pressi del fiume (in contrapposizione all'affine Mosasaurus, il "rettile della Mosa").
Nasce nel territorio comunale di Anderlues, in Belgio, attraversa la Hainaut e sfocia in Francia, a Condé-sur-l'Escaut, nel fiume Schelda.

## Località bagnate dalla Haine
- Anderlues
- Morlanwelz
- Le Rœulx
- La Louvière
- Mons
- Quaregnon
- Saint-Ghislain
- Boussu
- Hensies
- Condé-sur-l'Escaut

## Immagini della Haine

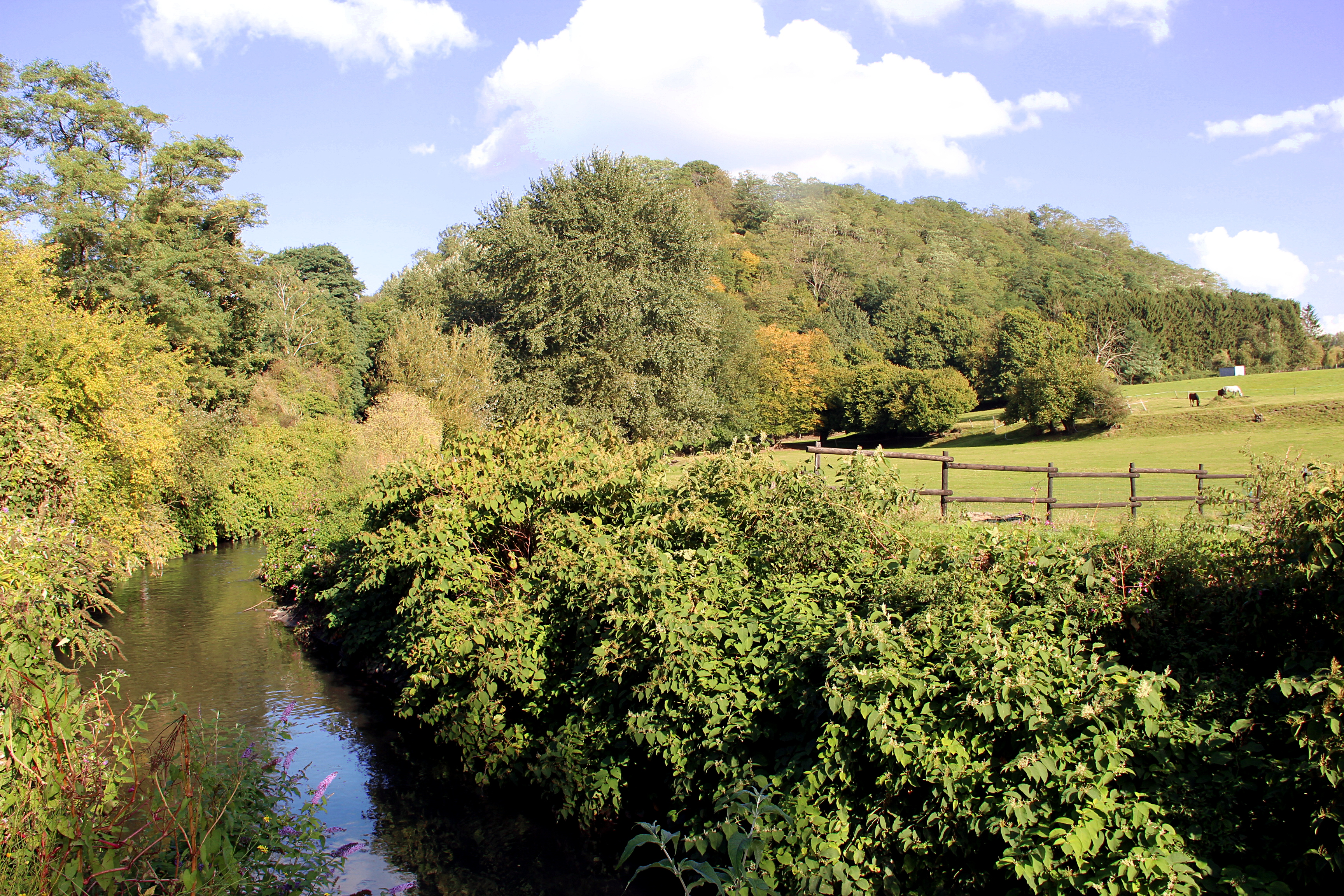
La Haine àd Havré (Mons) in autunno.
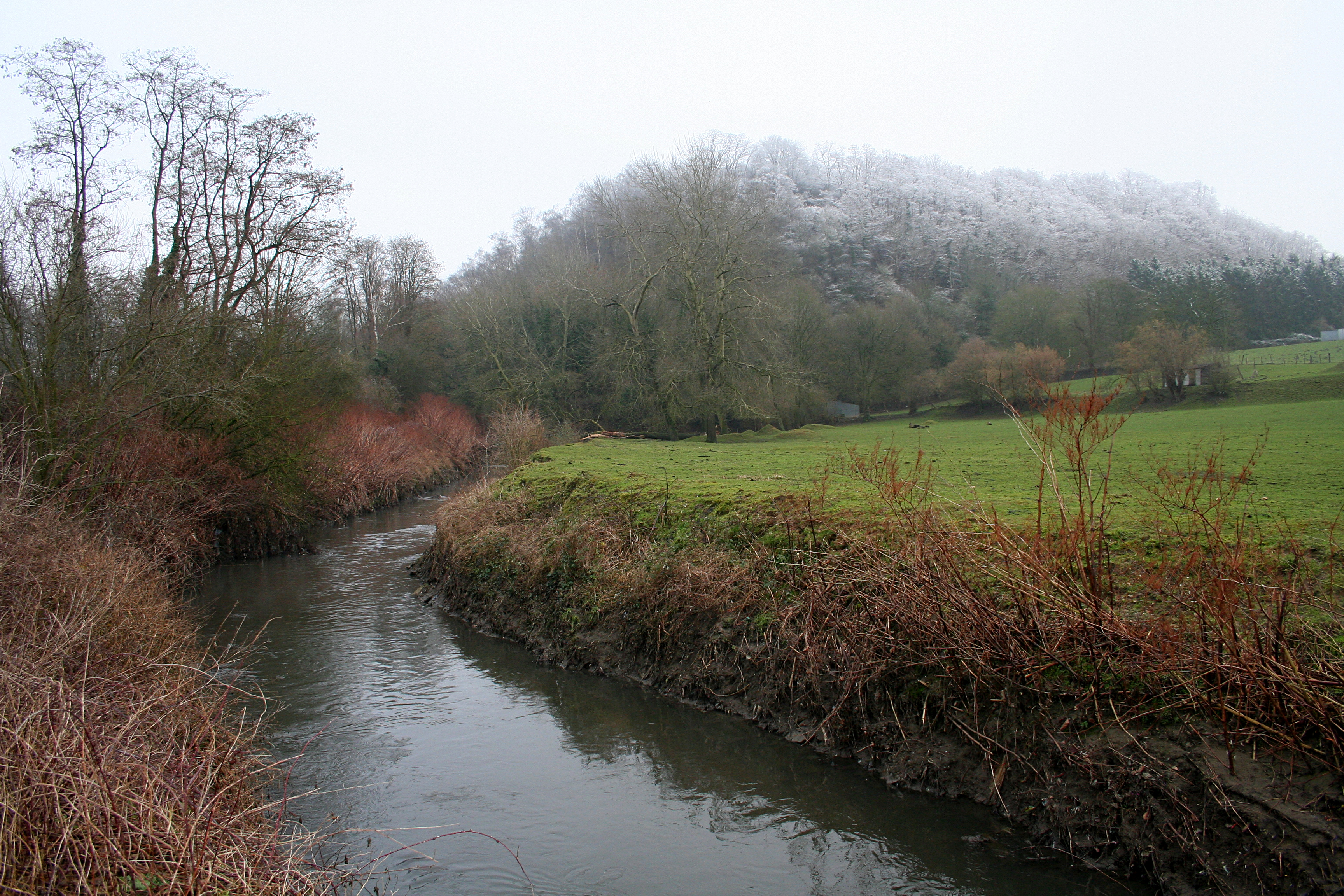
La Haine ad Havré in inverno.
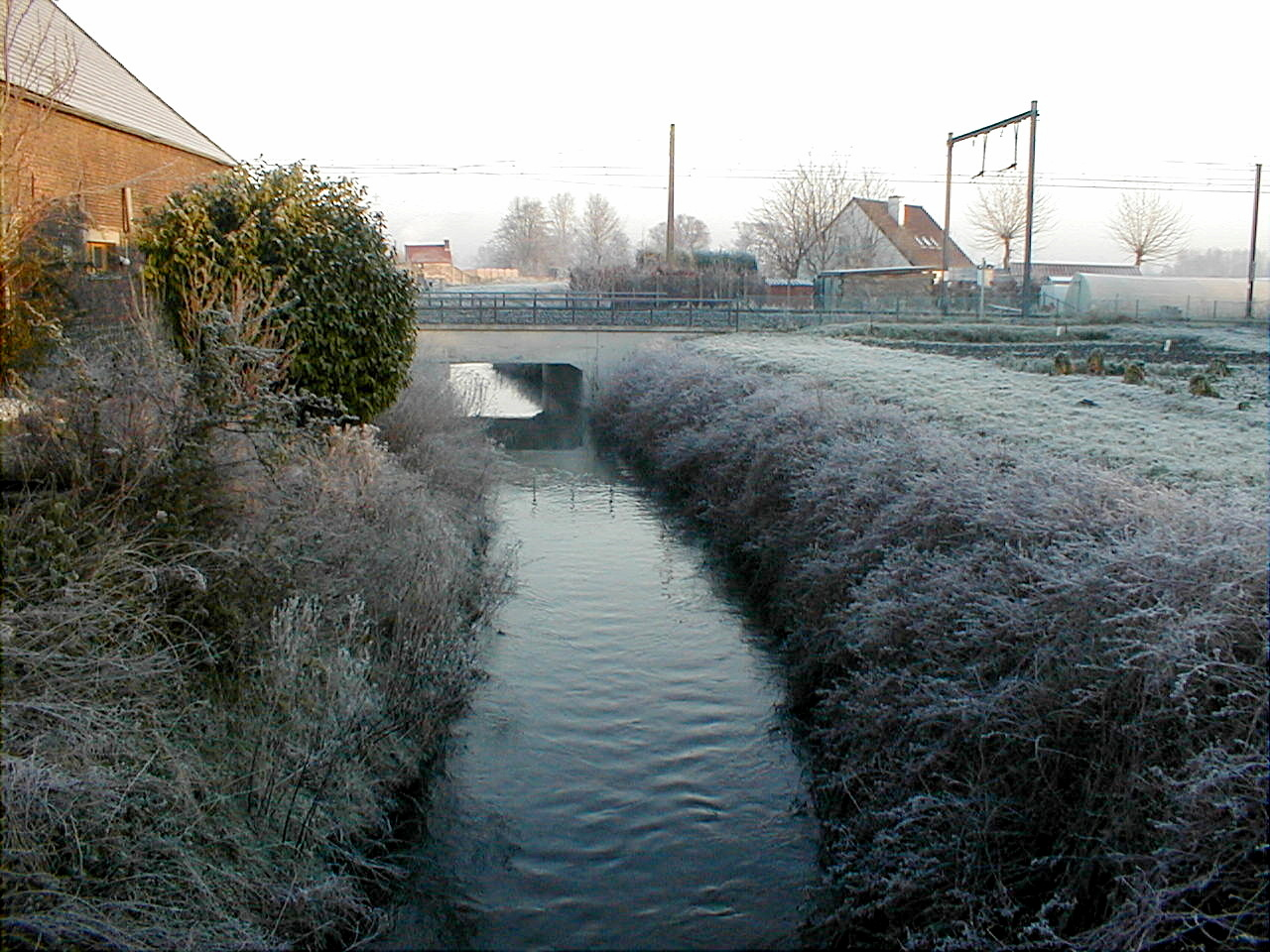
La Haine a Boussu